# Козлы (Островский район)
Козлы — деревня в Горайской волости Островского района Псковской области.
Расположена на реке Шамординка, у её впадения в Великую, в 31 км к юго-востоку от города Остров и в 7 км к востоку от волостного центра, деревни Крюки.
Численность населения деревни по состоянию на 2000 год составляла 3 человека.